# Franklinothrips vespiformis
Espèce
Synonymes
- Aeolothrips vespiformis Crawford, 1909 - protonyme

Franklinothrips vespiformis est une espèce d'insectes thysanoptères de la famille des Aeolothripidae, originaire d'Asie.
Ce thrips, long de 2 à 3 mm au stade adulte, mime les fourmis tant dans son comportement que dans sa morphologie. Les mâles, qui ressemblent moins à des fourmis que les femelles, sont relativement rares. C'est un prédateur, tant au stade larvaire qu'au stade adulte, de thrips et d'autres espèces d'insectes, notamment des aleurodes.
L'espèce est utilisée comme agent de lutte biologique. Elle est commercialisée à cet effet dans la région OEPP depuis 1990 pour lutter principalement contre des thrips (tels que Frankliniella occidentalis, Echinothrips americanus, Parthenothrips dracaenae, Scirtothrips spp, Thrips palmi, etc.) dans les cultures sous serre, notamment en Allemagne, en Belgique, au Danemark, en France, en Israël, au Portugal, aux Pays-Bas, en Suède et en Suisse.

## Publication originale
- (en) David Livingston Crawford, « On some Thysanoptera from Mexico and the South », Pomona College Journal of Entomology, Inconnu, vol. 1-2,‎ 1909, p. 110-119 (OCLC 8273697, lire en ligne).